# سنجاب زمینی راست
سنجاب زمینی راست (نام علمی: Spermophilus major) نام یک گونه از سرده دانه‌دوست‌ها است که در خاورمیانه(west central asia) و در چمنزارها زیستگاه طبیعیش پیدا می‌شود.